# Mazda RX-Evolv
La Mazda RX-Evolv est un concept-car du constructeur automobile japonais Mazda, présenté au salon de Tokyo en 1999.
Il préfigure le coupé à quatre places à moteur rotatif RX-8, il adopte des portières à ouverture antagonistes sans montants et est motorisé par le moteur "Renesis" à piston rotatif de 280 ch.

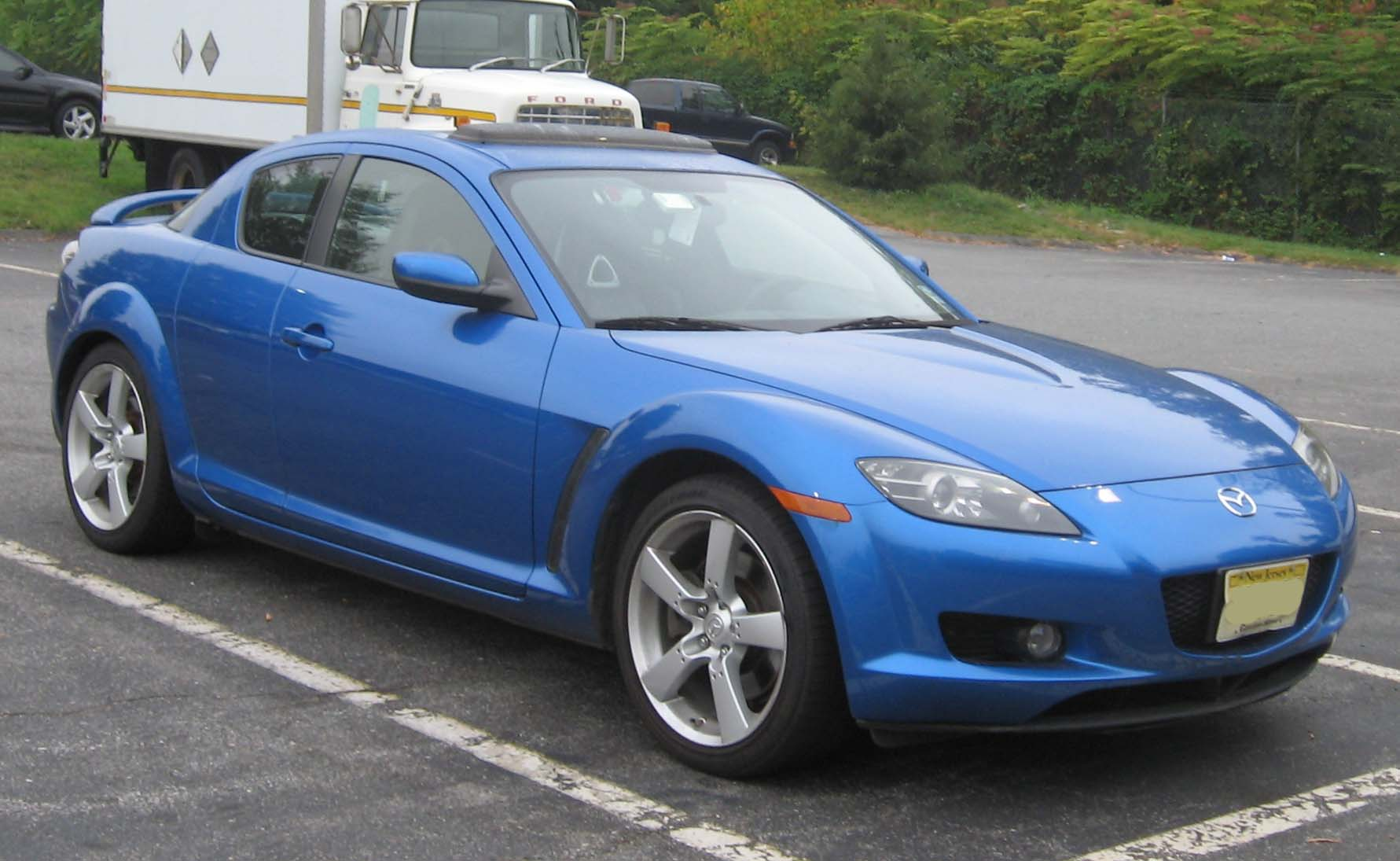
La Mazda RX-8 issue du concept RX-Evolv.
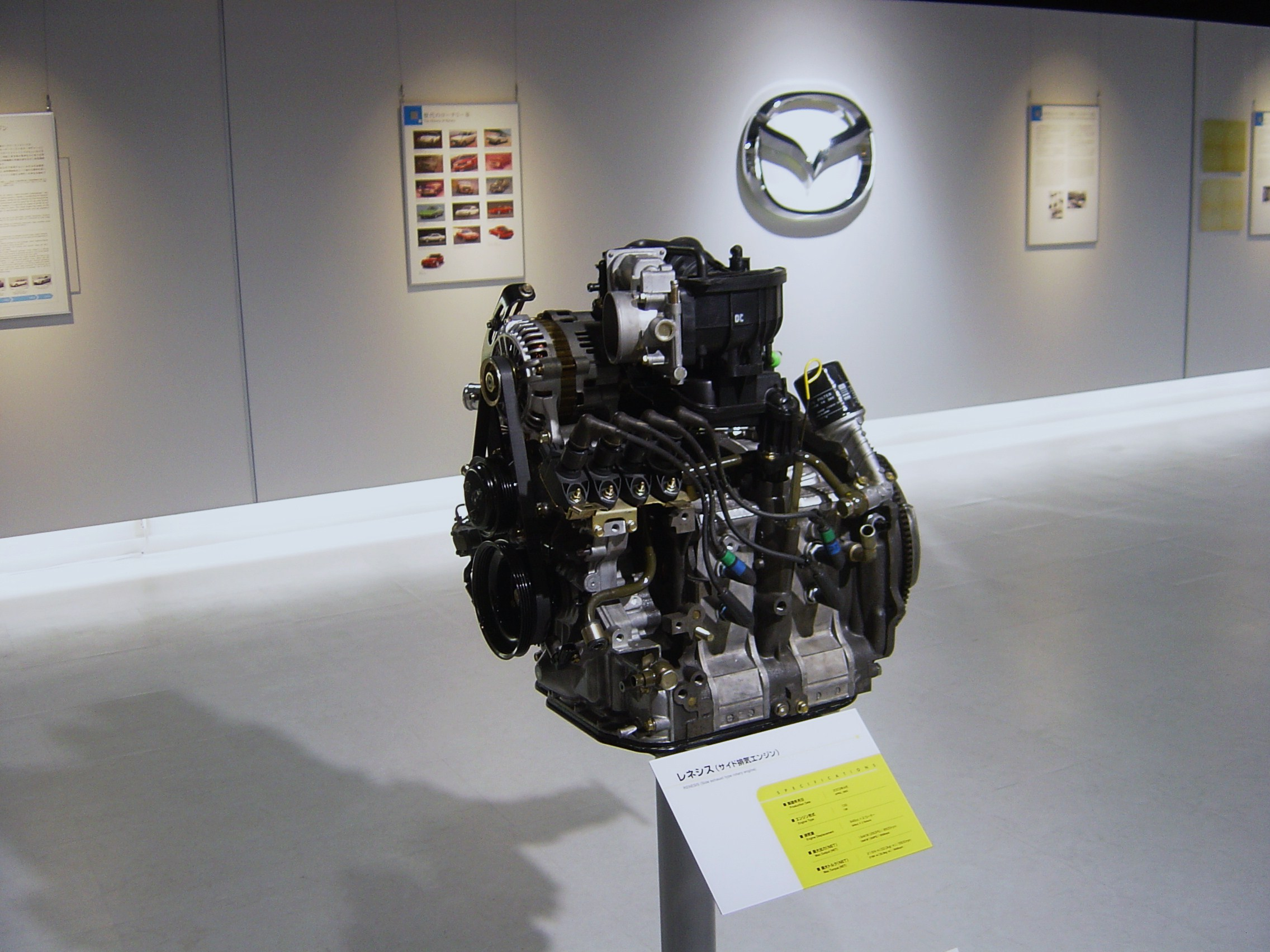
Le moteur rotatif "Renesis".